# Torneio Apertura de 2011 (Argentina)
O Torneio Apertura de 2011 foi o torneio que abriu a temporada 2011/2012 do Campeonato Argentino.

## Classificação
| Torneo Apertura | Torneo Apertura     | Torneo Apertura | Torneo Apertura | Torneo Apertura | Torneo Apertura | Torneo Apertura | Torneo Apertura | Torneo Apertura | Torneo Apertura | Torneo Apertura | Torneo Apertura | Torneo Apertura |
| Time | Time                | Pts             | J               | V               | E               | D               | GP              | GC              | SG              |                 |                 |                 |
| --- | ------------------- | --------------- | --------------- | --------------- | --------------- | --------------- | --------------- | --------------- | --------------- | --------------- | --------------- | --------------- |
| 1 | Boca Juniors        | 43              | 19              | 12              | 7               | 0               | 25              | 7               | 18              |                 |                 |                 |
| 2 | Racing              | 31              | 19              | 7               | 10              | 2               | 16              | 8               | 8               |                 |                 |                 |
| 3 | Vélez Sársfield     | 31              | 19              | 9               | 4               | 6               | 22              | 17              | 5               |                 |                 |                 |
| 4 | Belgrano            | 31              | 19              | 8               | 7               | 4               | 21              | 16              | 5               |                 |                 |                 |
| 5 | Colón               | 31              | 19              | 8               | 7               | 4               | 19              | 15              | 4               |                 |                 |                 |
| 6 | Lanús               | 29              | 19              | 7               | 8               | 4               | 20              | 14              | 6               |                 |                 |                 |
| 7 | Tigre               | 27              | 18              | 7               | 6               | 5               | 22              | 18              | 4               |                 |                 |                 |
| 8 | Independiente       | 27              | 19              | 7               | 6               | 6               | 18              | 17              | 1               |                 |                 |                 |
| 9 | San Martín          | 26              | 19              | 6               | 8               | 5               | 17              | 14              | 3               |                 |                 |                 |
| 10 | Atlético de Rafaela | 26              | 19              | 8               | 2               | 9               | 23              | 26              | -3              |                 |                 |                 |
| 11 | Unión               | 25              | 19              | 6               | 7               | 6               | 14              | 18              | -4              |                 |                 |                 |
| 12 | Godoy Cruz          | 24              | 19              | 6               | 6               | 7               | 28              | 24              | 4               |                 |                 |                 |
| 13 | Arsenal de Sarandí  | 24              | 19              | 6               | 6               | 7               | 21              | 20              | 1               |                 |                 |                 |
| 14 | Argentinos Juniors  | 22              | 19              | 5               | 7               | 7               | 18              | 24              | -6              |                 |                 |                 |
| 15 | All Boys            | 21              | 19              | 4               | 9               | 6               | 15              | 23              | -8              |                 |                 |                 |
| 16 | Estudiantes         | 20              | 18              | 5               | 5               | 8               | 22              | 23              | -1              |                 |                 |                 |
| 17 | Newell's Old Boys   | 16              | 19              | 1               | 13              | 5               | 13              | 18              | -5              |                 |                 |                 |
| 18 | San Lorenzo         | 16              | 18              | 1               | 13              | 5               | 13              | 18              | -5              |                 |                 |                 |
| 19 | Olimpo              | 16              | 19              | 2               | 10              | 7               | 15              | 25              | -10             |                 |                 |                 |
| 20 | Banfield            | 11              | 18              | 3               | 2               | 13              | 12              | 27              | -15             |                 |                 |                 |
| Pts – Pontos ganhos; J – Jogos; V - Vitórias; E - Empates; D - Derrotas; GP – Gols pró; GC – Gols contra; SG – Saldo de gols |                     |                 |                 |                 |                 |                 |                 |                 |                 |                 |                 |                 |

|  |                                                                                 |
|  | Campeão e classificado à fase de grupos da Copa Libertadores da América de 2012 |

## Partidas
| Campeão do Torneo Apertura 2010   |
| --------------------------------- |
| BOCA JUNIORS Campeão (24º título) |